# Ключі (Снєжинськ)
Ключі (рос. Ключи) — присілок, підпорядкований місту Снєжинську Челябінської області Російської Федерації.
Населення становить 101 особу (2010).

## Історія
Згідно із законом від 26 серпня 2004 року органом місцевого самоврядування є Снєжинський міський округ.

## Населення
| 2002 | 2010 |
| ---- | ---- |
| 103  | ↘101 |